# Hoffmannseggia miranda
Hoffmannseggia miranda là một loài thực vật có hoa trong họ Đậu. Loài này được Sandwith miêu tả khoa học đầu tiên.